# Shaban Sejdiu
Shaban Sejdiu, född den 6 maj 1959 i Blace i Makedonien i Jugoslavien, är en jugoslavisk (albansk-makedonsk) brottare som tog OS-brons i lättviktsbrottning i fristilsklassen 1980 i Moskva och därefter OS-brons i welterviktsbrottning 1984 i Los Angeles.  
Sejdiu är far till den albanska sångerskan Tuna som nått stora framgångar inom den albanska diasporan.